# Aramis Taborda de Athayde
Aramis Taborda de Athayde (Curitiba, 12 de dezembro de 1900 — 27 de março de 1971) foi um médico e político brasileiro.
Foi Ministro da Saúde, de 5 de setembro de 1954 a 20 de novembro de 1955.

## Biografia
Nascido em Curitiba em dezembro de 1900, filho do capitão da Polícia Militar do Paraná, Aristides de Souza Athayde e de Benedicta de Jesus Taborda Athayde (Dona Didi). 
Seus primeiros estudos foram nas escolas: Escola Americana, Colégio Júlio Theodorico e Ginásio Paranaense e fez o curso de medicina na Universidade do Paraná (futura UFPR), formando-se em dezembro de 1924 (na sexta turma de formandos deste curso). Algum tempo depois foi professor catedrático desta universidade, além de ter sido professor auxiliar do Ginásio Paranaense de 1916 a 1919, e funcionário dos Correios de 1919 a 1923. Em 14 de julho de 1924 foi nomeado Primeiro Tenente Médico do 1° Batalhão de Infantaria da Força Militar do Estado, atual PMPR, para atuar na Revolução de 1924; pedindo exoneração do posto em 30 de maio de 1925 para ingressar no Exército Brasileiro, também como 1° Tenente Médico. Tanto na Força Estadual como no Exército, participou dos principais conflitos que marcaram as décadas de 1920 e 1930 no Brasil.
Aramis participou de várias instituições, exercendo atividades como: presidente do Clube Curitibano de 1936 a 1938; presidente do Jóquei Club de 1939 a 1942; presidente da Sociedade Médica do Paraná entre 1939 e 1940; presidente da Cruz Vermelha, filial Paraná (em sua administração é iniciada a construção do hospital desta instituição na cidade de Curitiba) e por anos foi vice-presidente da Cruz Vermelha Brasileira, além de ter sido membro da Associação Médica do Paraná e da Academia de Letras José de Alencar.
Na política, Aramis foi eleito deputado estadual para o biênio 1928 / 1930 e deputado federal no ano de 1946, sendo reeleito em 1950. Nesse período foi um grande batalhador pela causa da reintegração do Território Federal do Iguaçu; tendo sido também o fundador e primeiro presidente da Cruz Vermelha do Paraná.
Foi Secretário Estadual (Paraná) nas pastas: Interior e Justiça, Saúde Pública e do Trabalho e também foi Ministro da Saúde nos governos de Café Filho, Nereu Ramos e Carlos Luz. Em 1945 ajudou na criação do Partido Social Democrático.
Como poeta e prosador, Aramis colaborou em diversos periódicos, entre ele: "A República", "Diário da Tarde", "Gazeta do Povo", "Álbum do Paraná", "Revista do Clube Curitibano" e participou do livro "Sonetos Paranaenses" (coletânea de poesias de diversos poetas deste estado).
Por seus relevantes serviços à medicina e ao país, foi condecorado com a Grã-Cruz da Ordem do Mérito Médico e a Grã-Cruz de Benemerência da Cruz Vermelha Brasileira e as Medalhas de "Bronze", "Prata" e de "Guerra" pelas atuações em conflitos quando oficial do Exército Brasileiro.
Aramis Taborda de Athayde faleceu em Curitiba no dia 27 de março de 1971.
Em dezembro de 1992 foi homenageado pela cidade de Curitiba quando uma das vias do bairro Hugo Lange foi batizada com o nome de Rua Aramis Taborda Athayde.